# Wereldkampioenschappen wielrennen 1922
Het wereldkampioenschap wielrennen op de weg van 1922 vond plaats te Liverpool op 3 augustus 1922. Het was het tweede wereldkampioenschap op de weg en net als het vorige was het een individuele tijdrit voor amateurs, waaraan vier renners per land mochten deelnemen. De afstand bedroeg 100 Engelse mijl (161 km).
Het Verenigd Koninkrijk zegevierde en bezette het gehele podium. Het won ook het landenklassement. Het was het enige land waarvan de vier renners de wedstrijd uitreden. Zweden eindigde met drie renners en Frankrijk met twee.

## Uitslag[1]
| Plaats | Renner           | Land                | Tijd                 |
| ------ | ---------------- | ------------------- | -------------------- |
| 1      | Dave Marsh       | Verenigd Koninkrijk | 5 u. 7 min. 27 sec.  |
| 2      | William Burkill  | Verenigd Koninkrijk | 5 u. 8 min. 47 sec.  |
| 3      | Charles Davey    | Verenigd Koninkrijk | 5 u. 12 min. 54 sec. |
| 4      | Gunnar Sköld     | Zweden              | 5 u 13 min. 52 sec.  |
| 5      | Fred Dredge      | Verenigd Koninkrijk | 5 u. 14 min.         |
| 6      | René Marronnier  | Frankrijk           | 5 u. 15 min. 54 sec. |
| 7      | Henry Hansen     | Denemarken          | 5 u. 19 min. 30 sec. |
| 8      | Sigfrid Lundberg | Zweden              | 5 u. 20 min.         |
| 9      | Jan Maas         | Nederland           | 5 u. 22 min.         |
| 10     | Ragnar Malm      | Zweden              | 5 u. 26 min.         |